# ایران در المپیک تابستانی ۲۰۱۲
ایران در بازی‌های المپیک تابستانی ۲۰۱۲ با کاروان ورزشی متشکل از ۵۳ ورزشکار در ۱۴ رشته ورزشی شرکت کردند.این مسابقات، از ۲۷ ژوئیه تا ۱۲ اوت ۲۰۱۲ در شهر لندن در کشور انگلستان شرکت کرد. فهرست اعضای کاروان ورزشی ایران در روز ۲۳ تیر ۱۳۹۰ توسط بهرام افشارزاده، دبیرکل وقت کمیته ملی المپیک ایران، اعلام شد. بر طبق سهمیه‌های به دست آمده در رقابت‌های انتخابی المپیک، ۸ ورزشکار زن در کنار ۴۵ مرد ورزشکار به میدان رفتند. ایران در این المپیک با کسب ۱۳ مدال (۷طلا) بهترین نتیجه خود را از لحاظ تعداد مدال‌ها و رتبه‌بندی در تمام ادوار المپیک به دست آورد، و از لحاظ رتبه‌بندی در جایگاه دوازدهم جهان قرار گرفت، جایگاهی که پیش از این مربوط به المپیک ۱۹۵۶ ملبورن بود که ایران توانسته بود جایگاه چهاردهم را از آن خود کند.
ایران در ابتدا و در جریان بازی‌های المپیک ۴ مدال طلا به‌دست آورده بود ولی بعد از گذشت هفت سال با مثبت شدن تست دوپینگ سایر ورزشکاران تعداد آن به ۷ مدال طلا افزایش یافت و رتبه ایران از هفدهم به دوازدهم ارتقا یافت.
به گزارش «ورزش سه» و به نقل از تسنیم، با وجود گذشت چند سال از المپیک ۲۰۱۲، هنوز تبعات المپیک لندن ادامه دارد و در تازه‌ترین اتفاق، رسانه‌های بین‌المللی اعلام کردند که دوپینگ ۴ وزنه‌بردار دسته ۹۴ کیلوگرم مثبت اعلام شده و مدال طلای این وزن به سعید محمدپور رسیده‌است.
وزنه‌بردار کشورمان در المپیک ۲۰۱۲ به عنوان پنجمی رسیده بود اما به دلیل مثبت اعلام شدن تست دوپینگ ۴ وزنه‌برداری که بالاتر از او بودند، مدال طلای دسته ۹۴ کیلوگرم به محمدپور رسید. نفرات ششم و هفتم هم دوپینگ کرده بودند.
چندی بعد نیز جواب آزمایش دوپینگ وزن بردار دسته ۸۴+ کیلوگرم روس که در دسته کیانوش رستمی قرار داشت و به مدال طلا دست یافته بود مثبت اعلام شد و مدال برنز کیانوش رستمی به مدال نقره تبدیل و مدالهای ایران خوشرنگ تر شد و کاروان ایران به رده پانزدهم صعود کرد،
اما اتفاقات به همین‌جا هم ختم نشد در سال ۲۰۱۹ با بررسی‌های کمیته ضد دوپینگ کمیته بین‌المللی المپیک تخلف آرتور تایمازوف، قهرمان نامدار ازبکستان در استفاده از ماده نیروزای استانازول محرز شده و ۲ طلای المپیک او در سال‌های ۲۰۰۸ (پکن) و ۲۰۱۲ (لندن) از او پس گرفته شد و همچنین دوپینگ داویت مودزماناشویلی، کشتی‌گیر گرجستانی که نایب قهرمان مسابقات شده بود نیز مثبت اعلام شد؛ طبق اعلام اتحادیه جهانی کشتی با حذف او از جدول مدالها، کمیل قاسمی از ایران برنده جدید مدال طلا شد. [۴] تا رده ایران باز هم صعود کند و به رده سیزدهم جدول کلی مدالها برسد، همچنین کمیل قاسمی هم با دریافت این مدال طلا و مدال نقره ای که در المپیک ۲۰۱۶ کسب کرد با عبور از رسول خادم و قاسم رضایی به دومین مرد پرافتخار کشتی ایران در المپیک بعد از غلامرضا تختی و پرافتخارترین کشتی‌گیر سنگین‌وزن تاریخ کشتی ایران تا به اکنون مبدل شود.
همچنین تست دوپینگ اولکسی توروختی وزنه‌بردار دسته ۱۰۴ کیلوگرم اوکراین مثبت اعلام شد و بدین ترتیب مدال نقره نواب نصیرشلال به طلا تبدیل شد که در نهایت منجر به ایستادن ایران در رده دوازدهم شد.

## رشته‌ها و تعداد شرکت‌کنندگان
| رشته ورزشی        | مردان | زنان | مجموع |
| ----------------- | ----- | ---- | ----- |
| شنا               | ۱     | ۰    | ۱     |
| تیراندازی با کمان | ۱     | ۱    | ۲     |
| دو و میدانی       | ۹     | ۱    | ۱۰    |
| مشت‌زنی            | ۴     | ۰    | ۴     |
| قایق‌رانی          | ۱     | ۱    | ۲     |
| دوچرخه‌سواری       | ۳     | ۰    | ۳     |
| شمشیربازی         | ۱     | ۰    | ۱     |
| جودو              | ۱     | ۰    | ۱     |
| پاروزنی           | ۱     | ۱    | ۲     |
| تیراندازی         | ۱     | ۲    | ۳     |
| تنیس روی میز      | ۱     | ۱    | ۲     |
| تکواندو           | ۲     | ۱    | ۳     |
| وزنه‌برداری        | ۶     | ۰    | ۶     |
| کشتی              | ۱۳    | ۰    | ۱۳    |
| مجموع             | ۴۵    | ۸    | ۵۳    |

## نشان‌ها
| نشان‌ها بر پایه رشته ورزشی | نشان‌ها بر پایه رشته ورزشی | نشان‌ها بر پایه رشته ورزشی | نشان‌ها بر پایه رشته ورزشی | نشان‌ها بر پایه رشته ورزشی |
| ------------------------- | ------------------------- | ------------------------- | ------------------------- | ------------------------- |
| رشته ورزشی                | 1                         | 2                         | 3                         | مجموع                     |
| دو و میدانی               | ۰                         | ۱                         | ۰                         | ۱                         |
| تکواندو                   | ۰                         | ۱                         | ۰                         | ۱                         |
| وزنه‌برداری                | ۳                         | ۲                         | ۰                         | ۵                         |
| کشتی                      | ۴                         | ۱                         | ۱                         | ۶                         |
| مجموع                     | ۷                         | ۵                         | ۱                         | ۱۳                        |

| نشان | نام              | رشته ورزشی  | رویداد                 | تاریخ  |
| ---- | ---------------- | ----------- | ---------------------- | ------ |
| طلا  | بهداد سلیمی      | وزنه‌برداری  | +۱۰۵ کیلوگرم مردان     | اوت ۷  |
| طلا  | سعید محمدپور     | وزنه‌برداری  | ۹۴ کیلوگرم مردان       | اوت ۴  |
| طلا  | حمید سوریان      | کشتی        | ۵۵ کیلوگرم فرنگی مردان | اوت ۵  |
| طلا  | امید نوروزی      | کشتی        | ۶۰ کیلوگرم فرنگی مردان | اوت ۶  |
| طلا  | قاسم رضایی       | کشتی        | ۹۶ کیلوگرم فرنگی مردان | اوت ۷  |
| طلا  | کمیل قاسمی       | کشتی        | ۱۲۰ کیلوگرم آزاد مردان | اوت ۱۱ |
| طلا  | نواب نصیرشلال    | وزنه‌برداری  | ۱۰۵ کیلوگرم مردان      | اوت ۶  |
| نقره | محمد باقری معتمد | تکواندو     | ۶۸ کیلوگرم مردان       | اوت ۹  |
| نقره | احسان حدادی      | دو و میدانی | پرتاب دیسک             | اوت ۷  |
| نقره | کیانوش رستمی     | وزنه‌برداری  | ۸۵ کیلوگرم مردان       | اوت ۳  |
| نقره | سجاد انوشیروانی  | وزنه‌برداری  | +۱۰۵ کیلوگرم مردان     | اوت ۷  |
| نقره | صادق گودرزی      | کشتی        | ۷۴ کیلوگرم آزاد مردان  | اوت ۱۰ |
| برنز | احسان لشگری      | کشتی        | ۸۴ کیلوگرم آزاد مردان  | اوت ۱۱ |

## نتایج با رویداد

### شنا
مردان
| ورزشکار       | رویداد       | مقدماتی | مقدماتی  | نیمه‌نهایی  | نیمه‌نهایی  | نهایی      | نهایی      |
| ورزشکار       | رویداد       | زمان    | رتبه‌بندی | زمان       | رتبه‌بندی   | زمان       | رتبه‌بندی   |
| ------------- | ------------ | ------- | -------- | ---------- | ---------- | ---------- | ---------- |
| محمد بیداریان | ۱۰۰ متر آزاد | ۵۲٫۹۳   | ۴۲       | راه نیافت. | راه نیافت. | راه نیافت. | راه نیافت. |

### تیراندازی با کمان
مردان
| ورزشکار     | رویداد  | دور رتبه‌بندی | دور رتبه‌بندی | ۱/۳۲ حذفی                                          | ۱/۱۶ حذفی | ۱/۸ حذفی  | یک‌چهارم‌نهایی | مرحله نیمه‌نهایی | نهایی     | رتبه‌بندی |
| ورزشکار     | رویداد  | امتیاز       | رتبه‌بندی     | ۱/۳۲ حذفی                                          | ۱/۱۶ حذفی | ۱/۸ حذفی  | یک‌چهارم‌نهایی | مرحله نیمه‌نهایی | نهایی     | رتبه‌بندی |
| ----------- | ------- | ------------ | ------------ | -------------------------------------------------- | --------- | --------- | ------------ | --------------- | --------- | -------- |
| میلاد وزیری | انفرادی | ۶۶۲          | ۳۹           | ولوز (MEX) · شکست ۱–۷ · ۲۵–۲۵، ۲۶–۲۸, ۲۸–۲۹, ۲۶–۲۹ | راه نیافت | راه نیافت | راه نیافت    | راه نیافت       | راه نیافت | ۳۳       |

زنان
| ورزشکار    | رویداد  | دور رتبه‌بندی | دور رتبه‌بندی | ۱/۳۲ حذفی                                        | ۱/۱۶ حذفی | ۱/۸ حذفی  | یک‌چهارم‌نهایی | مرحله نیمه‌نهایی | نهایی     | رتبه‌بندی |
| ورزشکار    | رویداد  | امتیاز       | رتبه‌بندی     | ۱/۳۲ حذفی                                        | ۱/۱۶ حذفی | ۱/۸ حذفی  | یک‌چهارم‌نهایی | مرحله نیمه‌نهایی | نهایی     | رتبه‌بندی |
| ---------- | ------- | ------------ | ------------ | ------------------------------------------------ | --------- | --------- | ------------ | --------------- | --------- | -------- |
| زهرا دهقان | انفرادی | ۶۱۴          | ۵۵           | اویتا (MEX) · شکست ۲-۶ · ۲۷-۲۳٬۲۷–۲۷٬۲۰-۲۶،۲۸–۲۸ | راه نیافت | راه نیافت | راه نیافت    | راه نیافت       | راه نیافت | ۳۳       |

### دو و میدانی
مردان
| ورزشکار           | رویداد               | مقدماتی | مقدماتی | مقدماتی  | دور اول | دور اول | دور اول  | مرحله نیمه‌نهایی | مرحله نیمه‌نهایی | مرحله نیمه‌نهایی | نهایی              | نهایی              | رتبه‌بندی |
| ورزشکار           | رویداد               | گروه    | زمان    | رتبه‌بندی | گروه    | زمان    | رتبه‌بندی | گروه            | زمان            | رتبه‌بندی        | زمان               | رتبه‌بندی           | رتبه‌بندی |
| ----------------- | -------------------- | ------- | ------- | -------- | ------- | ------- | -------- | --------------- | --------------- | --------------- | ------------------ | ------------------ | -------- |
| رضا قاسمی         | ۱۰۰ متر              |         |         |          | ۵       | ۱۰٫۳۱   | ۴        | راه نیافت       | راه نیافت       | راه نیافت       | راه نیافت          | راه نیافت          | ۳۴       |
| سجاد هاشمی آهنگری | ۴۰۰ متر              |         |         |          | ۶       | ۴۷٫۷۵   | ۶        | راه نیافت       | راه نیافت       | راه نیافت       | راه نیافت          | راه نیافت          | ۴۳       |
| سجاد مرادی        | ۸۰۰ متر              |         |         |          | ۵       | ۱:۴۸٫۲۳ | ۱ Q      | ۱               | خطا کرد.        | خطا کرد.        | راه نیافت          | راه نیافت          | -        |
| روح‌الله عسکری     | ۱۱۰ متر بامانع مردان |         |         |          | ۲       | ۱۳٫۹۷   | ۷        | راه نیافت       | راه نیافت       | راه نیافت       | راه نیافت          | راه نیافت          | ۴۰       |
| ابراهیم رحیمیان   | ۲۰ کیلومتر پیاده‌روی  |         |         |          |         |         |          |                 |                 |                 | به خط پایان نرسید. | به خط پایان نرسید. | -        |

| ورزشکار     | رویداد     | نیمه‌نهایی | نیمه‌نهایی | نهایی     | نهایی     |
| ورزشکار     | رویداد     | نتیجه     | رتبه‌بندی  | نتیجه     | رتبه‌بندی  |
| ----------- | ---------- | --------- | --------- | --------- | --------- |
| محمد ارزنده | پرش طول    | ۷٫۸۴      | ۱۷        | راه نیافت | راه نیافت |
| امین نیک‌فر  | پرتاب وزنه | ۱۸٫۶۳     | ۳۳        | راه نیافت | راه نیافت |
| احسان حدادی | پرتاب دیسک | ۶۵٫۱۹     | ۶ Q       | ۶۸٫۱۸     | 2         |
| کاوه موسوی  | پرتاب چکش  | ۷۲٫۷۰     | ۲۲        | راه نیافت | راه نیافت |

زنان
| ورزشکار   | رویداد     | مقدماتی | مقدماتی  | نهایی     | نهایی     |
| ورزشکار   | رویداد     | نتیجه   | رتبه‌بندی | نتیجه     | رتبه‌بندی  |
| --------- | ---------- | ------- | -------- | --------- | --------- |
| لیلا رجبی | پرتاب وزنه | ۱۷٫۵۵   | ۲۲       | راه نیافت | راه نیافت |

### مشت زنی
مردان
| ورزشکار        | رویداد     | مرحله یک سی‌ودوم           | مرحله یک شانزدهم              | یک‌چهارم‌نهایی                  | مرحله نیمه‌نهایی | نهایی     | رتبه‌بندی |
| -------------- | ---------- | ------------------------- | ----------------------------- | ----------------------------- | --------------- | --------- | -------- |
| مهدی طلوتی     | ۶۴ کیلوگرم | آلونسو (ESP) · برد ۱۶–۱۲  | یلیئوسینوف (KAZ) · شکست ۱۰-۱۹ | راه نیافت                     | راه نیافت       | راه نیافت | ۹        |
| امین قاسمی پور | ۶۹ کیلوگرم | مایستره (VEN) · شکست ۸-۱۳ | راه نیافت                     | راه نیافت                     | راه نیافت       | راه نیافت | ۱۷       |
| احسان روزبهانی | ۸۱ کیلوگرم | مونروی (COL) · برد ۱۲-۱۰  | مظفر (TUR) · برد ۱۸-۱۲        | نیازیمبتوف (KAZ) · شکست ۱۰–۱۳ | راه نیافت       | راه نیافت | ۵        |
| علی مظاهری     | ۹۱ کیلوگرم |                           | خوزه لاردوت گومز (CUB) · حذف  | راه نیافت                     | راه نیافت       | راه نیافت | ۹        |

### قایق‌رانی

#### سرعت
مردان
| ورزشکار         | رویداد                 | گروه | گروه     | گروه     | مرحله نیمه‌نهایی | مرحله نیمه‌نهایی | مرحله نیمه‌نهایی | نهایی     | نهایی     | رتبه‌بندی |
| ورزشکار         | رویداد                 | گروه | زمان     | رتبه‌بندی | گروه            | زمان            | رتبه‌بندی        | زمان      | رتبه‌بندی  | رتبه‌بندی |
| --------------- | ---------------------- | ---- | -------- | -------- | --------------- | --------------- | --------------- | --------- | --------- | -------- |
| احمدرضا طالبیان | کانوی یکنفره- ۱۰۰۰ متر | ۲    | ۳:۳۹٫۵۰۴ | ۶        | راه نیافت       | راه نیافت       | راه نیافت       | راه نیافت | راه نیافت | ۱۸       |

زنان
| ورزشکار         | رویداد           | گروه | گروه     | گروه     | مرحله نیمه‌نهایی | مرحله نیمه‌نهایی | مرحله نیمه‌نهایی | نهایی     | نهایی     | رتبه‌بندی |
| ورزشکار         | رویداد           | گروه | زمان     | رتبه‌بندی | گروه            | زمان            | رتبه‌بندی        | زمان      | رتبه‌بندی  | رتبه‌بندی |
| --------------- | ---------------- | ---- | -------- | -------- | --------------- | --------------- | --------------- | --------- | --------- | -------- |
| آرزو حکیمی مقدم | کانوی یکنفره ۲۰۰ | ۲    | ۴۴٫۵۷۶   | ۷        | راه نیافت       | راه نیافت       | راه نیافت       | راه نیافت | راه نیافت | ۲۶       |
| آرزو حکیمی مقدم | کانوی یکنفره ۵۰۰ | ۱    | ۱:۵۸٫۵۹۸ | ۷        | راه نیافت       | راه نیافت       | راه نیافت       | راه نیافت | راه نیافت | ۲۵       |

### دوچرخه‌سواری

#### جاده
مردان
| ورزشکار     | رویداد                | زمان                        | رتبه‌بندی                    |
| ----------- | --------------------- | --------------------------- | --------------------------- |
| علیرضا حقی  | رقابت جاده            | به خط پایان نرسید.          | به خط پایان نرسید.          |
| علیرضا حقی  | تایم‌تریل انفرادی جاده | ۵۷:۴۱٫۴۴                    | ۳۶                          |
| مهدی سهرابی | رقابت جاده            | زمانش از حد مجاز بیشتر بود. | زمانش از حد مجاز بیشتر بود. |
| امیر زرگری  | رقابت جاده            | به خط پایان نرسید.          | به خط پایان نرسید.          |

### شمشیربازی
مردان
| ورزشکار       | رویداد     | مرحله یک شصت‌وچهارم        | مرحله یک سی‌ودوم | مرحله یک شانزدهم | یک‌چهارم‌نهایی | مرحله نیمه‌نهایی | نهایی     | رتبه‌بندی |
| ------------- | ---------- | ------------------------- | --------------- | ---------------- | ------------ | --------------- | --------- | -------- |
| مجتبی عابدینی | اسلحه سابر | زالومیر (ROU) · شکست ۷-۱۵ | راه نیافت       | راه نیافت        | راه نیافت    | راه نیافت       | راه نیافت | ۳۶       |

### جودو
مردان
| ورزشکار       | رویداد       | مرحله یک سی‌ودوم حذفی                         | مرحله یک شانزدهم حذفی | یک‌چهارم‌نهایی | مرحله نیمه‌نهایی | نهایی     | رتبه‌بندی |
| ------------- | ------------ | -------------------------------------------- | --------------------- | ------------ | --------------- | --------- | -------- |
| محمدرضا رودکی | ۱۰۰+ کیلوگرم | مالکی (MAR) · شکست به علت مصدومیت شرکت نکرد. | راه نیافت             | راه نیافت    | راه نیافت       | راه نیافت | ۱۷       |

### روئینگ
مردان
| ورزشکار   | رویداد          | مقدماتی | مقدماتی | مقدماتی  | شانس مجدد | شانس مجدد | شانس مجدد | یک‌چهارم‌نهایی | یک‌چهارم‌نهایی | یک‌چهارم‌نهایی | مرحله نیمه‌نهایی | مرحله نیمه‌نهایی | مرحله نیمه‌نهایی | نهایی   | نهایی    | رتبه‌بندی |
| ورزشکار   | رویداد          | گروه    | زمان    | رتبه‌بندی | گروه      | زمان      | رتبه‌بندی  | گروه         | زمان         | رتبه‌بندی     | گروه            | زمان            | رتبه‌بندی        | زمان    | رتبه‌بندی | رتبه‌بندی |
| --------- | --------------- | ------- | ------- | -------- | --------- | --------- | --------- | ------------ | ------------ | ------------ | --------------- | --------------- | --------------- | ------- | -------- | -------- |
| محسن شادی | تکنفره سنگین‌وزن | ۱       | ۷:۲۷٫۴۲ | ۶        | ۲         | ۷:۱۱٫۵۵   | ۲ Q       | ۴            | ۷:۳۲٫۷۲      | ۶ QC/D       | ۱               | ۸:۲۰٫۲۹         | ۶ QD            | ۷:۳۱٫۴۲ | ۴        | ۲۲       |

زنان
| ورزشکار      | رویداد           | مقدماتی | مقدماتی | مقدماتی  | شانس مجدد | شانس مجدد | شانس مجدد | یک‌چهارم‌نهایی | یک‌چهارم‌نهایی | یک‌چهارم‌نهایی | مرحله نیمه‌نهایی | مرحله نیمه‌نهایی | مرحله نیمه‌نهایی | نهایی   | نهایی    | رتبه‌بندی |
| ورزشکار      | رویداد           | گروه    | زمان    | رتبه‌بندی | گروه      | زمان      | رتبه‌بندی  | گروه         | زمان         | رتبه‌بندی     | گروه            | زمان            | رتبه‌بندی        | زمان    | رتبه‌بندی | رتبه‌بندی |
| ------------ | ---------------- | ------- | ------- | -------- | --------- | --------- | --------- | ------------ | ------------ | ------------ | --------------- | --------------- | --------------- | ------- | -------- | -------- |
| سولماز عباسی | تک نفره سنگین‌وزن | ۱       | ۸:۱۷٫۴۶ | ۶        | ۲         | ۸:۰۵٫۹۹   | ۲ Q       | ۱            | ۸:۲۷٫۲۸      | ۶ QC/D       | ۱               | ۸:۳۰٫۷۴         | ۶ QD            | ۸:۵۷٫۹۸ | ۶        | ۲۳       |

### تیراندازی
مردان
| ورزشکار           | رویداد              | مقدماتی | مقدماتی  | نهایی     | نهایی     | نهایی     |
| ورزشکار           | رویداد              | امتیاز  | رتبه‌بندی | امتیاز    | مجموع     | رتبه‌بندی  |
| ----------------- | ------------------- | ------- | -------- | --------- | --------- | --------- |
| ابراهیم برخورداری | تپانچه ۱۰ متر مردان | ۵۶۹     | ۳۳       | راه نیافت | راه نیافت | راه نیافت |
| ابراهیم برخورداری | تپانچه ۵۰ متر مردان | ۵۵۲     | ۲۷       | راه نیافت | راه نیافت | راه نیافت |

زنان
| ورزشکار       | رویداد                    | مقدماتی      | مقدماتی  | نهایی     | نهایی     | نهایی     |
| ورزشکار       | رویداد                    | امتیاز       | رتبه‌بندی | امتیاز    | مجموع     | رتبه‌بندی  |
| ------------- | ------------------------- | ------------ | -------- | --------- | --------- | --------- |
| الهه احمدی    | تفنگ ۱۰ متر زنان          | ۳۹۷، ۵۲٫۰ SO | ۵ Q      | ۱۰۲٫۱     | ۴۹۹٫۱     | ۶         |
| الهه احمدی    | تفنگ ۵۰ متر زنان ۳ جایگاه | ۵۶۷          | ۴۳       | راه نیافت | راه نیافت | راه نیافت |
| مه‌لقا جام‌بزرگ | تفنگ ۱۰ متر زنان          | ۳۹۱          | ۴۳       | راه نیافت | راه نیافت | راه نیافت |
| مه‌لقا جام‌بزرگ | تفنگ ۵۰ متر زنان ۳ جایگاه | ۵۸۱          | ۱۴       | راه نیافت | راه نیافت | راه نیافت |

### تنیس روی میز
مردان
| ورزشکار       | رویداد | مقدماتی      | دور اول                                       | دور دوم                                                          | دور سوم                                        | دور چهارم | یک‌چهارم‌نهایی | مرحله نیمه‌نهایی | نهایی     | رتبه‌بندی |
| ------------- | ------ | ------------ | --------------------------------------------- | ---------------------------------------------------------------- | ---------------------------------------------- | --------- | ------------ | --------------- | --------- | -------- |
| نوشاد عالمیان | تک‌نفره | احتیاج نداشت | هان (AUS) · برد ۴-۰ · ۱۱-۵, ۱۱-۷, ۱۱-۷, ۱۳-۱۱ | تانگ (HKG) · برد ۴-۳ · ۱۱-۸, ۱۱-۵, ۷-۱۱, ۱۱-۹, ۸-۱۱, ۵-۱۱, ۱۲-۱۰ | بل (GER) · شکست ۰-۴ · ۸-۱۱, ۵-۱۱, ۱۰-۱۲, ۱۰-۱۲ | راه نیافت | راه نیافت    | راه نیافت       | راه نیافت | ۱۷       |

زنان
| ورزشکار     | رویداد | مقدماتی               | دور اول   | دور دوم   | دور سوم   | دور چهارم | یک‌چهارم‌نهایی | مرحله نیمه‌نهایی | نهایی     | رتبه‌بندی |
| ----------- | ------ | --------------------- | --------- | --------- | --------- | --------- | ------------ | --------------- | --------- | -------- |
| ندا شهسواری | تک‌نفره | اوشونایکه (NGR) · ۴–۳ | راه نیافت | راه نیافت | راه نیافت | راه نیافت | راه نیافت    | راه نیافت       | راه نیافت | ۶۵       |

### تکواندو
مردان
| ورزشکار          | رویداد     | دور مقدماتی             | یک‌چهارم‌نهایی          | مرحله نیمه‌نهایی                                  | نهایی                    | رتبه‌بندی |
| ---------------- | ---------- | ----------------------- | --------------------- | ------------------------------------------------ | ------------------------ | -------- |
| محمد باقری معتمد | ۶۸ کیلوگرم | بویی (CAF) · برد ۷–۲    | نیکپا (AFG) · برد ۵–۴ | سیلوا (BRA) · برد ۵–۵ (برتری بر پایه نظر داوران) | تازه‌گل (TUR) · 'شکست ۵–۶ | 2        |
| یوسف کرمی        | ۸۰ کیلوگرم | گارسیا (ESP) · شکست ۲–۸ | راه نیافت             | راه نیافت                                        | راه نیافت                | ?        |

زنان
| ورزشکار      | رویداد     | دور مقدماتی                     | یک‌چهارم‌نهایی | مرحله نیمه‌نهایی | نهایی     | رتبه‌بندی |
| ------------ | ---------- | ------------------------------- | ------------ | --------------- | --------- | -------- |
| سوسن حاجی‌پور | ۶۷ کیلوگرم | مارتون (AUS) · شکست راند طلایی– | راه نیافت    | راه نیافت       | راه نیافت | ?        |

### وزنه‌برداری
مردان
| ورزشکار         | رویداد       | یک‌ضرب       | دو ضرب      | مجموع       | رتبه‌بندی |
| --------------- | ------------ | ----------- | ----------- | ----------- | -------- |
| سهراب مرادی     | ۸۵ کیلوگرم   | بدون امتیاز | ۰           | ۰           | حذف شد   |
| کیانوش رستمی    | ۸۵ کیلوگرم   | ۱۷۱ کیلوگرم | ۲۰۹ کیلوگرم | ۳۸۰ کیلوگرم | 2        |
| سعید محمدپور    | ۹۴ کیلوگرم   | ۱۸۳ کیلوگرم | ۲۱۹ کیلوگرم | ۴۰۲ کیلوگرم | 1        |
| نواب نصیرشلال   | ۱۰۵ کیلوگرم  | ۱۸۴ کیلوگرم | ۲۲۷ کیلوگرم | ۴۱۱ کیلوگرم | 1        |
| بهداد سلیمی     | +۱۰۵ کیلوگرم | ۲۰۸ کیلوگرم | ۲۴۷ کیلوگرم | ۴۵۵ کیلوگرم | 1        |
| سجاد انوشیروانی | +۱۰۵ کیلوگرم | ۲۰۴ کیلوگرم | ۲۴۵ کیلوگرم | ۴۴۹ کیلوگرم | 2        |

### کشتی
آزاد مردان
یادداشت:
- EX - سه اخطاره شد
- VB - باخت به علت مصدومیت
- کمیل قاسمی در ابتدا مدال برنز را به دست آورده بود که پس از مثبت شدن تست دوپینگ نفرات اول و دوم وزن ۱۲۰ کیلوگرم در سال ۲۰۲۱، مدال طلا به کمیل قاسمی رسید.

| ورزشکار          | رویداد | مقدماتی                    | یک‌شانزدهم نهایی                | یک‌چهارم نهایی             | نیمه‌نهایی                    | شانس مجدد ۱ | شانس مجدد ۲             | فینال / م‌ب                  | فینال / م‌ب |
| ورزشکار          | رویداد | حریف نتیجه                 | حریف نتیجه                     | حریف نتیجه                | حریف نتیجه                   | حریف نتیجه  | حریف نتیجه              | حریف نتیجه                  | رتبه       |
| ---------------- | ------ | -------------------------- | ------------------------------ | ------------------------- | ---------------------------- | ----------- | ----------------------- | --------------------------- | ---------- |
| حسن رحیمی        | ۵۵ ک‌گ  | نارانباتار (MGL) · برد ۳–۰ | کومار (IND) · شکست ۱–۳         | راه نیافت                 | راه نیافت                    | راه نیافت   | راه نیافت               | راه نیافت                   | ۸          |
| مسعود اسماعیل‌پور | ۶۰ ک‌گ  | تورس (MEX) · برد ۳–۰       | جمعه‌قاضیف (KAZ) · برد ۳–۱      | کودوخوف (RUS) · شکست ۱–۳  | راه نیافت                    | Bye         | دات (IND) · باخت ۱–۳    | راه نیافت                   | ۷          |
| مهدی تقوی        | ۶۶ ک‌گ  | لوپز (CUB) · شکست ۱–۳      | راه نیافت                      | راه نیافت                 | راه نیافت                    | راه نیافت   | راه نیافت               | راه نیافت                   | ۱۴         |
| صادق گودرزی      | ۷۴ ک‌گ  | Bye                        | ترزیف (BUL) · برد ۳–۰          | تگیف (UZB) · برد ۳–۰      | هاتوس (HUN) · برد ۳–۰        | Bye         | Bye                     | باروز (USA) · شکست ۰–۳      | 2          |
| احسان لشگری      | ۸۴ ک‌گ  | بایدواشوف (KAZ) · برد ۳–۰  | نورماگومدوف (ARM) · برد ۵–۰ EX | اوریشف (RUS) · برد ۳–۰    | شریفوف (AZE) · شکست ۱–۳      | Bye         | Bye                     | بولکباشی (TUR) · برد ۳–۰    | 3          |
| رضا یزدانی       | ۹۶ ک‌گ  | Bye                        | گادیسوف (RUS) · برد ۳–۱        | موسایف (KGZ) · برد ۳–۰    | آندریتسف (UKR) · شکست ۰–۵ VB | Bye         | Bye                     | گازیموف (AZE) · شکست ۰–۵ VB | ۵          |
| کمیل قاسمی       | ۱۲۰ ک‌گ | Bye                        | بولار (CAN) · برد ۳–۰          | تایمازوف (UZB) · شکست ۰–۳ | راه نیافت                    | Bye         | ماتوهین (GER) · برد ۳–۰ | دلاگنف (USA) · برد ۳–۰      | 1          |

فرنگی مردان

| ورزشکار          | رویداد | مقدماتی                | یک‌شانزدهم نهایی          | یک‌چهارم نهایی             | نیمه‌نهایی                 | شانس مجدد ۱ | شانس مجدد ۲ | فینال / م‌ب               | فینال / م‌ب |
| ورزشکار          | رویداد | حریف نتیجه             | حریف نتیجه               | حریف نتیجه                | حریف نتیجه                | حریف نتیجه  | حریف نتیجه  | حریف نتیجه               | رتبه       |
| ---------------- | ------ | ---------------------- | ------------------------ | ------------------------- | ------------------------- | ----------- | ----------- | ------------------------ | ---------- |
| حمید سوریان      | ۵۵ ک‌گ  | Bye                    | ارالیف (KGZ) · برد ۳–۱   | موداس (HUN) · برد ۳–۰     | نیبلوم (DEN) · برد ۳–۰    | Bye         | Bye         | بایراموف (AZE) · برد ۳–۰ | 1          |
| امید نوروزی      | ۶۰ ک‌گ  | شنگ ج. (CHN) · برد ۳–۱ | آنگلوف (BUL) · برد ۳–۰   | کبیسپایف (KAZ) · برد ۳–۰  | ماتسوموتو (JPN) · برد ۳–۰ | Bye         | Bye         | لاشخی (GEO) · برد ۳–۰    | 1          |
| سعید عبدولی      | ۶۶ ک‌گ  | Bye                    | یوکسل (TUR) · برد ۳–۰    | گنو (FRA) · شکست ۰–۳      | راه نیافت                 | راه نیافت   | راه نیافت   | راه نیافت                | ۱۱         |
| حبیب‌الله اخلاقی  | ۸۴ ک‌گ  | شوری (CUB) · شکست ۱–۳  | راه نیافت                | راه نیافت                 | راه نیافت                 | راه نیافت   | راه نیافت   | راه نیافت                | ۱۳         |
| قاسم رضایی       | ۹۶ ک‌گ  | Bye                    | ایلدم (TUR) · برد ۳–۱    | الکسانیان (ARM) · برد ۳–۰ | استرادا (CUB) · برد ۳–۰   | Bye         | Bye         | توتروف (RUS) · برد ۳–۰   | 1          |
| بشیر باباجان‌زاده | ۱۲۰ ک‌گ | ناظم (IRQ) · برد ۳–۰   | پاتریکیف (ARM) · برد ۳–۱ | اورن (SWE) · باخت ۰–۳     | راه نیافت                 | راه نیافت   | راه نیافت   | راه نیافت                | ۷          |